# Équations de prédation de Lotka-Volterra
Ne doit pas être confondu avec Équations de compétition de Lotka-Volterra.
En mathématiques, les équations de prédation de Lotka-Volterra, que l'on désigne aussi sous le terme de « modèle proie-prédateur », sont un couple d'équations différentielles non linéaires du premier ordre, et sont couramment utilisées pour décrire la dynamique de systèmes biologiques dans lesquels un prédateur et sa proie interagissent. Elles ont été proposées indépendamment par Alfred James Lotka en 1925 et Vito Volterra en 1926. 
Ce système d'équations est classiquement utilisé comme modèle pour la dynamique du lynx et du lièvre des neiges, pour laquelle de nombreuses données de terrain ont été collectées sur les populations des deux espèces par la Compagnie de la baie d'Hudson au XIXe siècle. Il a aussi été employé par Allan Hobson pour décrire les relations entre les neurones cholinergiques responsables du sommeil paradoxal et les neurones aminergiques liées à l'état de veille.

## Les équations
Elles s'écrivent fréquemment : 
{\displaystyle \left\{{\begin{array}{ccc}{\dfrac {\mathrm {d} x}{\mathrm {d} t}}(t)&=&x(t)\ {\Big (}\alpha -\beta y(t){\Big )}\\{\dfrac {\mathrm {d} y}{\mathrm {d} t}}(t)&=&y(t)\ {\Big (}\delta x(t)-\gamma {\Big )}\end{array}}\right.}
où
- {\displaystyle t} est le temps ;
- {\displaystyle x(t)} est l'effectif des proies en fonction du temps ;
- {\displaystyle y(t)} est l'effectif des prédateurs en fonction du temps ;
- les dérivées {\displaystyle {\frac {\mathrm {d} x}{\mathrm {d} t}}} et {\displaystyle {\frac {\mathrm {d} y}{\mathrm {d} t}}} représentent la variation des populations au cours du temps.

Les paramètres suivants caractérisent les interactions entre les deux espèces :
- {\displaystyle \alpha }, taux de reproduction intrinsèque des proies (constant, indépendant du nombre de prédateurs) ;
- {\displaystyle \beta }, taux de mortalité des proies dû aux prédateurs rencontrés ;
- {\displaystyle \delta }, taux de reproduction des prédateurs en fonction des proies rencontrées et mangées ;
- {\displaystyle \gamma }, taux de mortalité intrinsèque des prédateurs (constant, indépendant du nombre de proies) ;

## Signification physique des équations
Une fois développées, les équations prennent une forme utile pour une interprétation physique.

### Proies
L'équation de la proie est :
{\displaystyle {\frac {\mathrm {d} x}{\mathrm {d} t}}(t)=\alpha x(t)-\beta x(t)y(t)}
Les proies sont supposées avoir une source illimitée de nourriture et se reproduire exponentiellement si elles ne sont soumises à aucune prédation ; cette croissance exponentielle est représentée dans l'équation ci-dessus par le terme {\displaystyle \alpha x(t)}. Le taux de prédation sur les proies est supposé proportionnel à la fréquence de rencontre entre les prédateurs et les proies ; il est représenté ci-dessus par {\displaystyle \beta x(t)y(t)}. Si l'un des termes {\displaystyle x(t)} ou {\displaystyle y(t)} est nul, alors il ne peut y avoir aucune prédation.
Avec ces deux termes, l'équation peut alors être interprétée comme : la variation du nombre de proies est donnée par sa propre croissance moins le taux de prédation qui leur est appliqué.

### Prédateurs
L'équation du prédateur est :
{\displaystyle {\frac {\mathrm {d} y}{\mathrm {d} t}}(t)=\delta x(t)y(t)-\gamma y(t)}
Dans cette équation, {\displaystyle \delta x(t)y(t)} représente la croissance de la population prédatrice. Notons la similarité avec le taux de prédation ; cependant, une constante différente est utilisée car la vitesse à laquelle la population des prédateurs augmente n'est pas nécessairement égale à celle à laquelle il consomme la proie. De plus, {\displaystyle \gamma y(t)} représente la mort naturelle des prédateurs ; c'est une décroissance exponentielle. L'équation représente donc la variation de la population de prédateurs en tant que croissance de cette population, diminuée du nombre de morts naturelles.

## Solutions de l'équation

### Comportement global
On prouve que pour une condition initiale au temps {\displaystyle t_{0}} qui vérifie {\displaystyle x(t_{0})>0} et {\displaystyle y(t_{0})>0}, l'unique solution maximale est définie pour tout réel t, et vérifie
{\displaystyle \forall t\in \mathbb {R} ,\ x(t)>0,\ y(t)>0}.
La fonction {\displaystyle F:(x,y)\mapsto \beta y+\delta x-\alpha \ln y-\gamma \ln x} est alors une intégrale première du mouvement : {\displaystyle t\mapsto F(x(t),y(t))} est constante.
Les solutions maximales sont périodiques, et leur trajectoire est fermée bornée.

Solutions des équations de Lotka-Volterra obtenues par un algorithme de Runge-Kutta d'ordre 4, pour une valeur de,, et, pour une gamme de conditions initiales (échelle de couleurs, du rouge au jaune clair) de à.

Orbites solutions des équations de Lotka-Volterra obtenues dans les mêmes conditions. Les conditions initiales sont signalées par des cercles.

Les solutions n'ont pas d'expression simple à l'aide des fonctions trigonométriques habituelles. Néanmoins, une solution approximative offre un mouvement harmonique simple, avec la population des prédateurs en retard de 90° (un quart de période) sur celle des proies.

### Moyennes des solutions
Il est cependant possible de calculer les moyennes {\displaystyle \langle x\rangle } et {\displaystyle \langle y\rangle } des solutions sur une période {\displaystyle [t,t+T]} où {\displaystyle T>0} est la période. On a
{\displaystyle \langle x\rangle ={\frac {1}{T}}\int _{t}^{t+T}x(s)\,\mathrm {d} s={\frac {\gamma }{\delta }}}
et
{\displaystyle \langle y\rangle ={\frac {1}{T}}\int _{t}^{t+T}y(s)\,\mathrm {d} s={\frac {\alpha }{\beta }}.}
On voit donc, de façon prévisible, que si l'on augmente la mortalité {\displaystyle \gamma } des prédateurs, la population moyenne des proies augmente, et que si l'on diminue le taux de reproduction {\displaystyle \alpha } des proies, la population moyenne des prédateurs diminue. Ainsi, si l'on ajoute des termes de disparition des deux espèces (par exemple dus à la pêche, la chasse, etc.) aux équations, c'est-à-dire
{\displaystyle \left\{{\begin{array}{ccc}{\dfrac {\mathrm {d} x}{\mathrm {d} t}}(t)&=&x(t)\ {\Big (}\alpha -\beta y(t){\Big )}-\varepsilon x(t)\\{\dfrac {\mathrm {d} y}{\mathrm {d} t}}(t)&=&y(t)\ {\Big (}\delta x(t)-\gamma {\Big )}-\phi y(t)\end{array}}\right.}
avec {\displaystyle \varepsilon ,\phi >0}, alors les moyennes sont données par {\displaystyle \langle x\rangle ={\frac {\gamma +\phi }{\delta }}} et {\displaystyle \langle y\rangle ={\frac {\alpha -\varepsilon }{\beta }}}.

## Dynamique du système
Dans le modèle utilisé, les prédateurs prospèrent lorsque les proies sont nombreuses, mais finissent par épuiser leurs ressources et déclinent. Lorsque la population de prédateurs a suffisamment diminué, les proies profitant du répit se reproduisent et leur population augmente de nouveau. Cette dynamique se poursuit en un cycle de croissance et déclin.

### Équilibres de la population
Un état d'équilibre de la population est observé quand aucune des deux populations en présence n'évolue, c'est-à-dire quand les dérivées correspondantes sont nulles, ce qui se traduit par le système d'équations :
{\displaystyle \left\{{\begin{array}{lcl}x(t)(\alpha -\beta y(t))&=&0\\-y(t)(\gamma -\delta x(t))&=&0\end{array}}\right.}
qui a pour solutions :
{\displaystyle \left\{y(t)=0,x(t)=0\right\}\quad \mathrm {ou} \quad \left\{y(t)={\frac {\alpha }{\beta }},x(t)={\frac {\gamma }{\delta }}\right\}}
La première solution correspond à une extinction définitive des deux espèces, la seconde à des valeurs dépendant des quatre paramètres {\displaystyle \alpha }, {\displaystyle \beta }, {\displaystyle \gamma } et {\displaystyle \delta } pour lesquelles les deux populations restent stables indéfiniment.

### Stabilité des points fixes
La stabilité des points fixes peut être déterminée par une linéarisation du système aux dérivées partielles. La matrice jacobienne du système est
{\displaystyle J(x(t),y(t))={\begin{bmatrix}\alpha -\beta y(t)&-\beta x(t)\\\delta y(t)&\delta x(t)-\gamma \\\end{bmatrix}}}

#### Premier point fixe
Au premier point fixe {\displaystyle (0,0)}, cette matrice prend la valeur :
{\displaystyle J(0,0)={\begin{bmatrix}\alpha &0\\0&-\gamma \\\end{bmatrix}},}
qui a pour valeurs propres :
{\displaystyle \lambda _{1}=\alpha ,\quad \lambda _{2}=-\gamma .}
Ces valeurs propres sont toujours de signes opposés, ce qui montre que ce point fixe est un point col. Ce n'est donc pas un point fixe stable, ce qui montre en particulier que, suivant ce modèle, l'extinction des deux espèces en jeu est difficile à obtenir.

#### Second point fixe
En évaluant la matrice jacobienne au second point fixe, la valeur suivante est obtenue :
{\displaystyle J\left({\frac {\gamma }{\delta }},{\frac {\alpha }{\beta }}\right)={\begin{bmatrix}0&-{\frac {\beta \gamma }{\delta }}\\{\frac {\alpha \delta }{\beta }}&0\\\end{bmatrix}}}
et elle a pour valeurs propres :
{\displaystyle \lambda _{1}=\mathrm {i} {\sqrt {\alpha \gamma }},\quad \lambda _{2}=-\mathrm {i} {\sqrt {\alpha \gamma }}}
Ce point fixe est donc un foyer et plus particulièrement un centre, ce qui signifie que les populations de proies et prédateurs oscillent autour de leurs valeurs en ce point fixe.